# Bathylaimus terricola
Bathylaimus terricola är en rundmaskart som beskrevs av Yeates 1967. Bathylaimus terricola ingår i släktet Bathylaimus och familjen Tripyloididae. Inga underarter finns listade i Catalogue of Life.